# Jos Lambrechts
Jos Lambrechts, född 27 februari 1936, död 22 februari 2015, var en friidrottare från Belgien. Han deltog vid olympiska sommarspelen 1960.